# Macrochlidia
Macrochlidia là một chi bướm đêm thuộc họ Tortricidae.

## Các loài
- Macrochlidia cajanumana Razowski & Pelz, 2005
- Macrochlidia major Brown, 1990
- Macrochlidia minor Brown, 1990